# Réunion du Louvre et des Tuileries
La réunion du Louvre et des Tuileries est un projet qui consistait à réunir les deux résidences royales du Louvre et des Tuileries en un seul et même bâtiment palatial.
Ce projet fit l'objet de nombreuses propositions entre les règnes d'Henri IV et de Napoléon III. C'est ce dernier qui fit aboutir le projet en 1860 mais l'incendie volontaire du palais des Tuileries en 1871 lors de la Commune de Paris fit que cette réunion fut de courte durée.

## Le Grand Dessein d'Henri IV

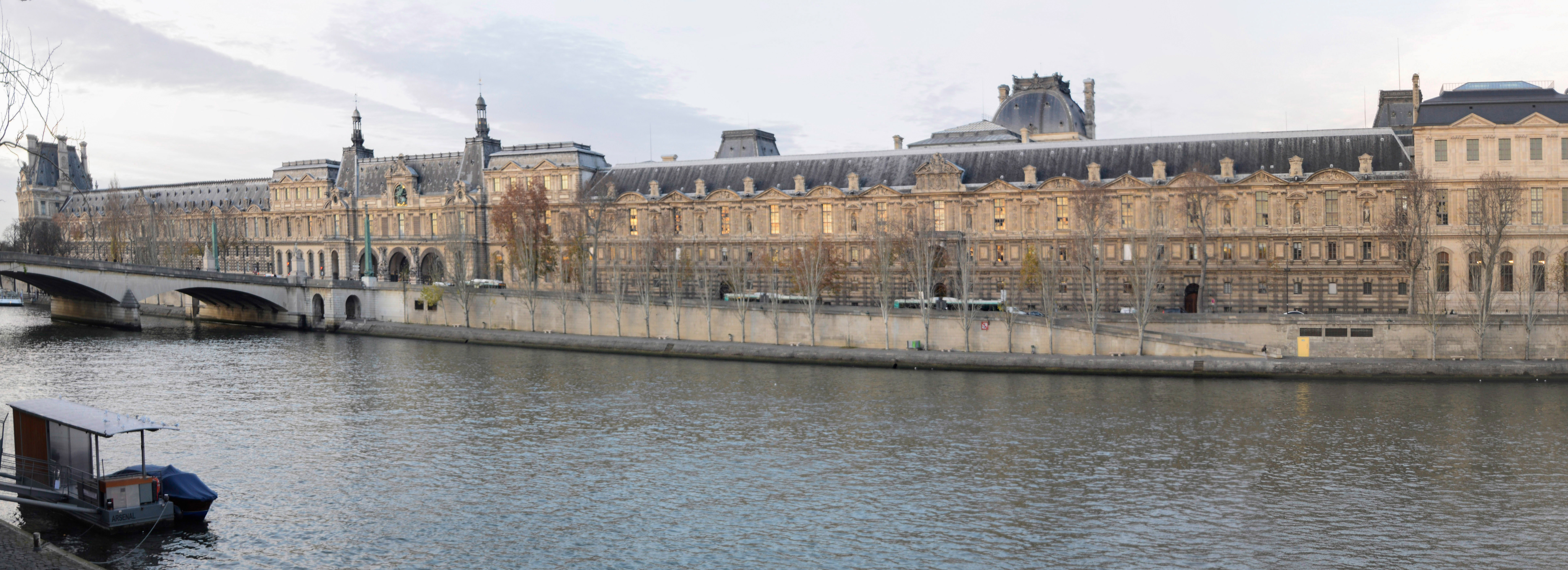
Vue d'ensemble de la Galerie du bord de l'eau (1595-1610), le long du quai François Mitterrand.

Au début du XVIIe siècle, Henri IV décida de relier le palais du Louvre au palais des Tuileries en faisant construire une longue galerie longeant la Seine, galerie dont l'amorce existait depuis quelques années. C'est ce que l'on appela le « Grand Dessein ». Cette Galerie du bord de l'eau fut édifiée par Louis Métezeau de 1595 à 1607 et de 1607 à 1610 par Jacques II Androuet du Cerceau.

Au même moment, le palais des Tuileries fut prolongé vers le sud par une aile destinée à raccorder le pavillon de Bullant à la nouvelle galerie : au croisement des deux bâtiments fut construit un pavillon, baptisé pavillon de la Rivière, rebaptisé pavillon de Flore en 1669. Le palais du Louvre et celui des Tuileries étaient donc désormais reliés entre eux par une galerie mais sans former un seul et même ensemble palatial. 

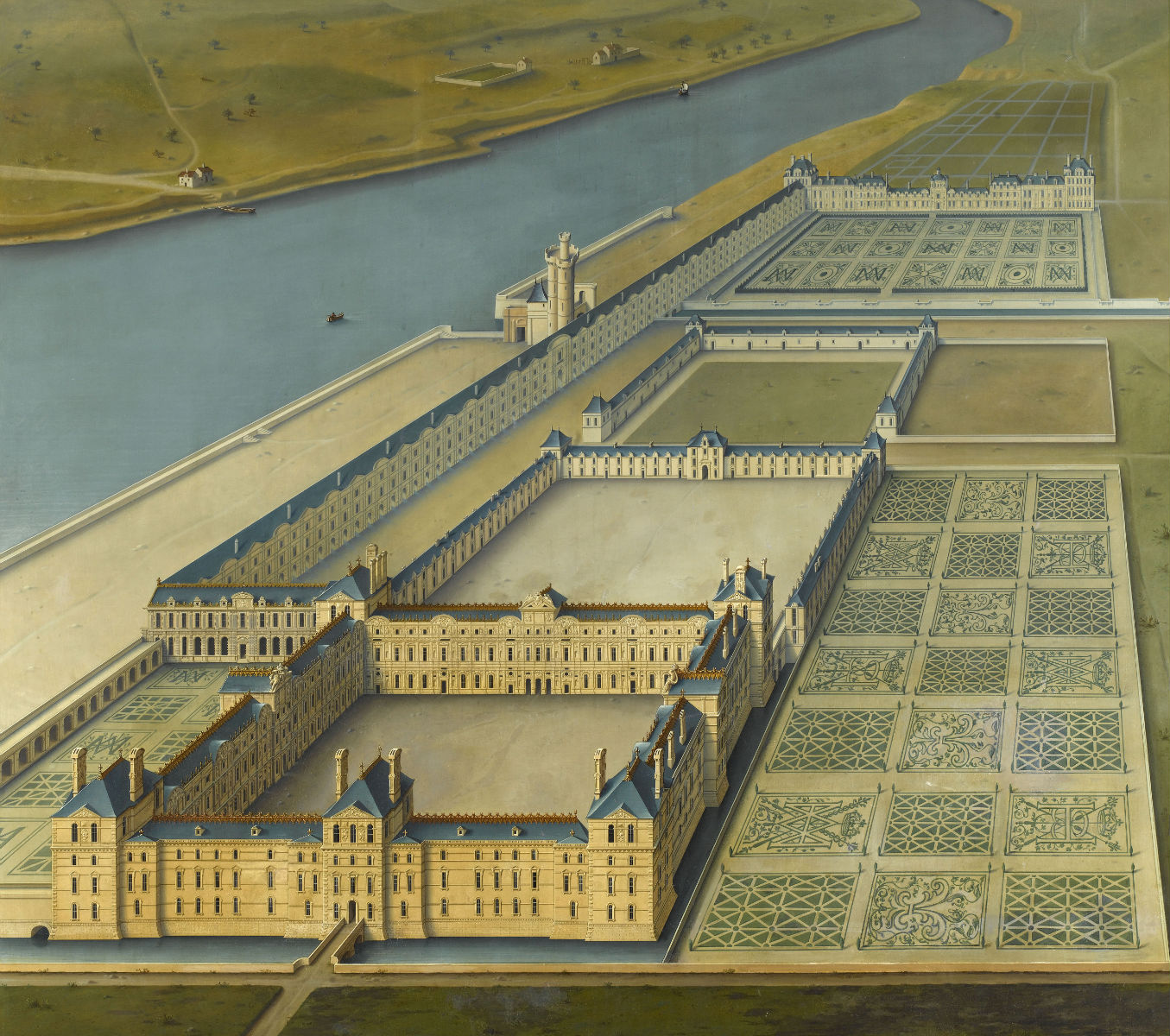
Grand dessein d’Henri IV, vers 1600-1615
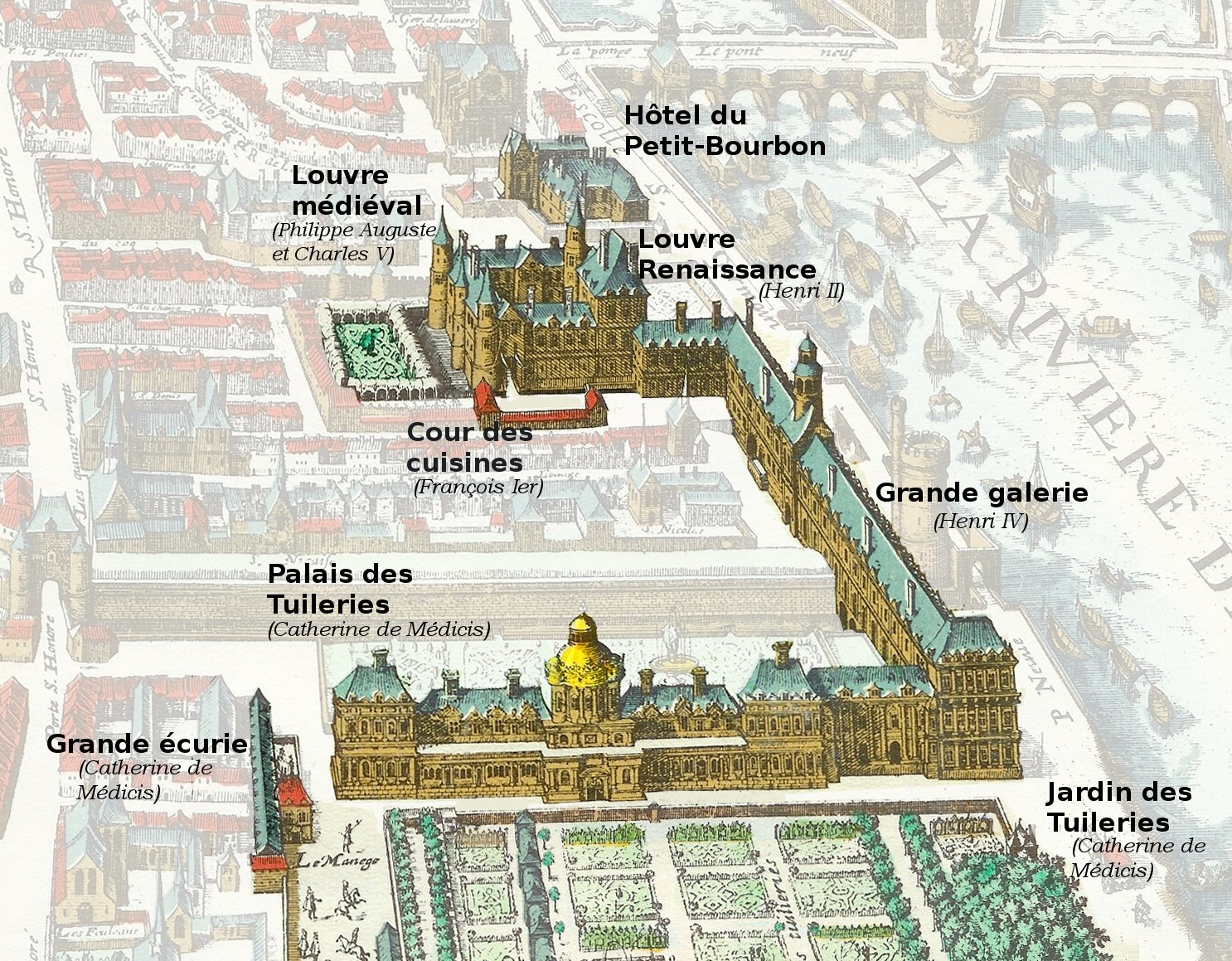
Les palais du Louvre et des Tuileries sur le plan de Mérian (1615).
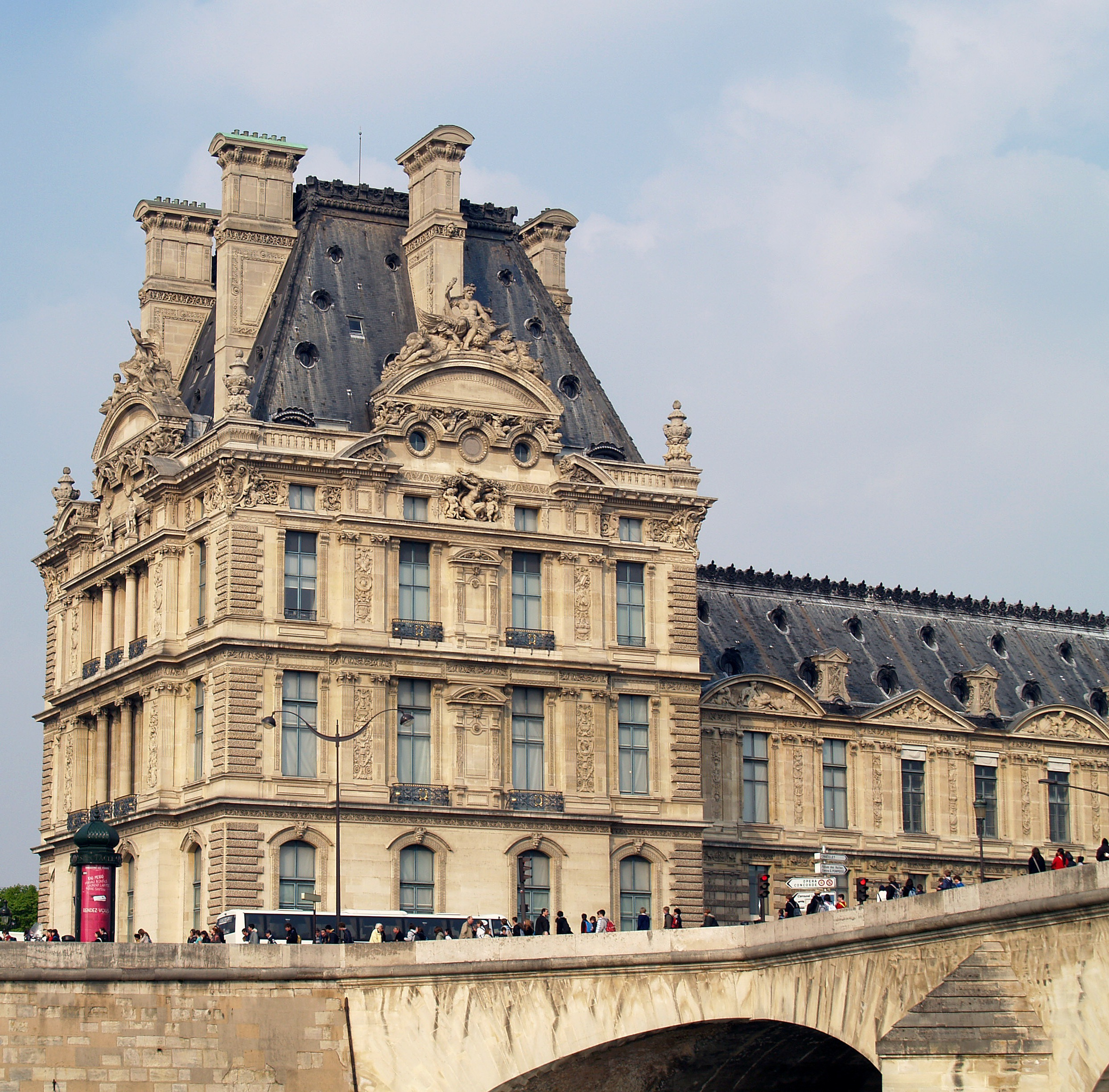
Pavillon de Flore.

## Les projets entre Henri IV et Napoléon III
Entre les règnes d'Henri IV et Napoléon III, les plus grands architectes proposèrent différents projets de réunion des deux palais du Louvre et des Tuileries. Ainsi, Le Bernin ou François Mansart firent des propositions qui ne furent pas mises en œuvre. Sous différents règnes et régimes, la question fut posée régulièrement et donna lieu à des débats.
Tous les projets proposent la constitution d'une grande esplanade ou d'une série de cours entre le Louvre et les Tuileries, ce qui suppose la destruction d'un quartier densément peuplé : hôtels particuliers, églises (Saint-Nicaise, Saint-Thomas-du-Louvre, Saint-Nicolas-du-Louvre, puis Saint-Louis-du-Louvre), hôpital des Quinze-Vingts.

### Le projet d'Houdin (1661)

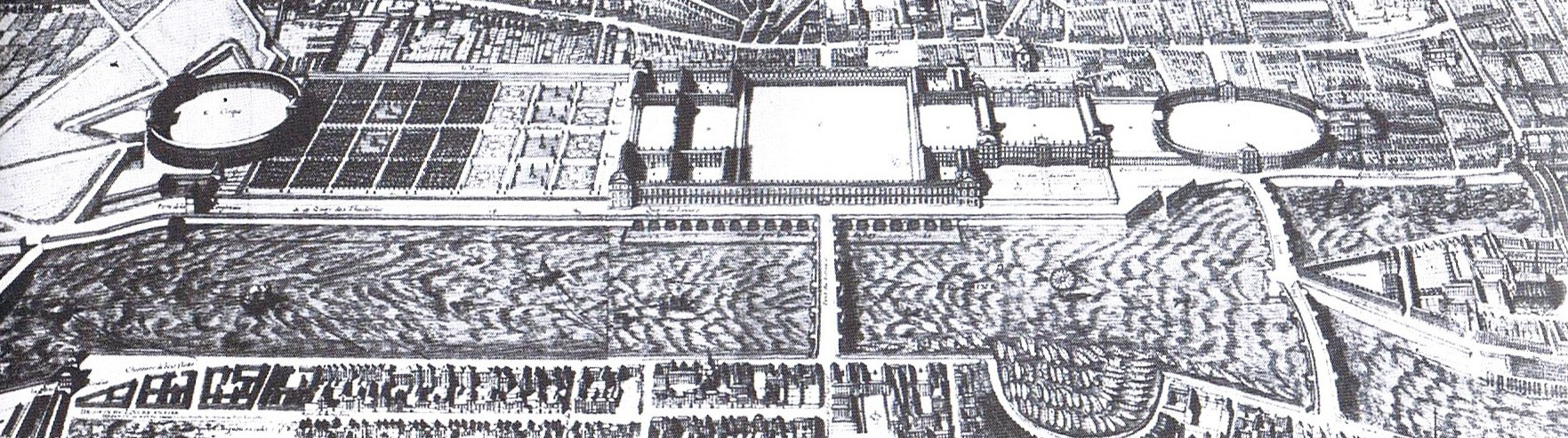
Le plan d'Antoine-Léonor Houdin.

Antoine-Léonor Houdin proposa en 1661 un vaste plan de réaménagement du Louvre, des Tuileries et de leurs alentours. Il proposait ainsi : 
- de démolir l'église Saint-Germain-l'Auxerrois pour la reconstruire ; la façade de la nouvelle église eût donné sur une vaste place circulaire plus vaste que la cour carrée ;
- de bâtir à l'emplacement de la place de la Concorde un cirque qui, par ses dimensions eût répondu à la place circulaire ;
- de raser la partie centrale du palais des Tuileries pour la reconstruire plus près du Louvre ;
- de bâtir une grande galerie au nord reliant Louvre et Tuileries et faisant pendant à celle du sud ;
- d'aménager entre le Louvre et les Tuileries une immense place, à l'est et à l'ouest de laquelle des ailes nouvelles délimitant des cours de service étaient greffées à la cour carrée du Louvre et aux parties latérales des Tuileries.

Dans le projet d'Antoine-Léonor Houdin, les pavillons d'angle contenaient un salon circulaire, les ailes est et ouest, recevaient une salle des Suisses au nord, une salle des gardes au sud. Les ailes septentrionale et méridionale doublées comportaient les appartements de parade et d'habitation. La chapelle se fût trouvée à l'emplacement de la rotonde d'Apollon.

### Le projet du Bernin (1665)
À la demande de Colbert et de Louis XIV, le Cavalier Bernin fit des propositions pour l'achèvement du Louvre et sa réunion aux Tuileries. Il proposait de reconstruire le Louvre, de le réunir aux Tuileries par une nouvelle galerie au nord et de ne rien construire entre les deux palais. Son projet, peu conforme au goût français, fut abandonné peu après la pose de la première pierre, au profit de celui qu’élaborèrent pour le Louvre Claude Perrault, Charles Le Brun et Louis Le Vau. C’est ainsi selon ce nouveau projet que fut édifiée la célèbre colonnade du Louvre (1667-1678).

Plan général du Bernin.
Projet de Bernin pour la façade du côté des Tuileries.
Façade face à la Seine.
Façade face à Saint-Germain-l'Auxerrois.

### Le projet d'Antoine (1790)

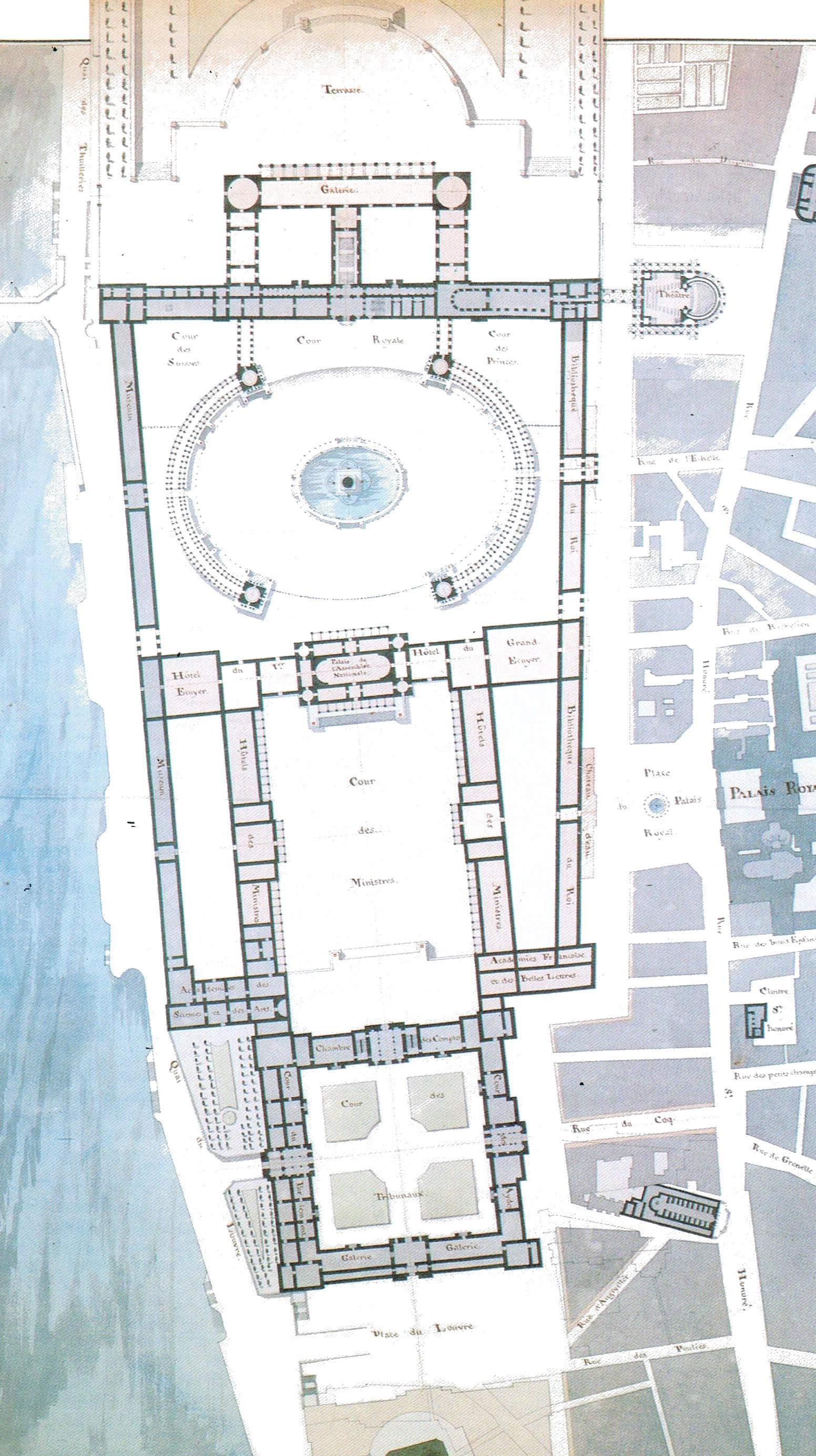
Le plan de Denis Antoine.

En 1790, Denis Antoine, architecte expert au service du roi, membre de l’Académie d’architecture depuis 1776, soumit un projet de réunion du Louvre aux Tuileries. Il proposait :
- d’affecter le palais des Tuileries à la famille royale,
- d’ajouter à ce palais du côté de la rue Saint-Honoré un opéra,
- de bâtir entre le Louvre et les Tuileries un troisième grand bâtiment, un palais du Carrousel affecté aux Assemblées Nationales,
- d'inscrire dans la très grande cour des Tuileries une place aussi grande que celle de Saint-Pierre de Rome, de la même forme que celle-ci et ornée comme elle de galeries à quatre rangs de colonnes qui procureraient des avenues couvertes pour conduire au palais des Tuileries ; au centre de la place pourrait s’élever un monument composé d’une colonne surmontée de la statue de Louis XVI comme l’était à Rome celle de Trajan ;
- d'élever cette colonne sur un rocher au milieu d’un bassin qui jetterait de l’eau avec abondance, rappelant ainsi la fameuse fontaine de la place Navone[Note 2] ;
- de créer une autre galerie entre le Louvre et les Tuileries et d'affecter cette dernière à la bibliothèque nationale ;
- d'installer au Louvre les tribunaux ;
- d'installer les ministères, le Premier Écuyer et le Grand Écuyer ainsi que les académies dans différents bâtiments reliant les palais du Louvre et du Carrousel.

En 1960, Ferdinand Boyer, dans le bulletin de la Société de l'Histoire de l'Art français, rappela l'importance de ce projet de Denis Antoine et conclut : « La fin du manuscrit d'Antoine revient sur l'ampleur, la beauté et l'économie du plan qu'il proposait. Éloquence inutile ! Le projet de l'architecte semble n'avoir fait l'objet d'aucune discussion. À l'heure où naissait l'inflation de l'assignat et où s'accusait le déséquilibre des finances, il ne pouvait être question d'engager 25 millions de dépense. »

### Le projet de Wailly (1794)
Sous la révolution française, Charles de Wailly proposa un projet de réunion du Louvre et des Tuileries, le nouvel ensemble constituant le Palais National.
On serait entré dans le Palais National par une large rue venant en ligne droite de la place de la Bastille et aboutissant à la place tracée à proximité du pont Neuf. Cette place serait fermée par des greniers d’abondance et des plantations d’arbres. Cette place de l’abondance faisant face au Louvre aurait permis d’accéder à la Cour Carrée qui aurait contenu un amphithéâtre circulaire. Une galerie reliant le Louvre et les Tuileries semblable à la galerie du bord de l’eau eût été construite. Tout l’espace entre cette galerie et les constructions dans l’alignement de l’entrée du Palais-Royal eût été dégagé afin de créer une grande place du Palais National.
La grande cour du Palais national aurait contenu un autre amphithéâtre beaucoup plus étendu encore. Au centre de ce vaste espace, serait élevé un groupe de rochers percés dans les deux sens pour conserver les points de vue, sur le haut duquel on établirait une assemblée des représentants du peuple.
|  |  |

### Le projet de Percier et Fontaine (1806)
En 1806, Napoléon Ier demanda aux architectes Charles Percier et Pierre Fontaine de lui soumettre un projet de réunion des deux palais. En 1807, pour masquer la différence d’axe entre les deux édifices, ils proposèrent de construire une galerie transversale entre le pavillon de Lesdiguières situé au milieu de la galerie du bord de l’eau, et un nouveau pavillon construit à l’extrémité d’une nouvelle galerie nord.
Ils imaginaient de détruire Saint-Germain-l’Auxerrois afin de tracer une grande place semi-circulaire dont les maisons eussent répété l’élévation de celles de la rue de Rivoli. Dans l’axe de cette place, devait être tracée une avenue entre le Louvre et l’hôtel de ville.
Une chapelle impériale, placée sous le titre de saint Napoléon, eût été édifiée au nord, non loin du pavillon de Beauvais de la Cour Carrée. Elle eût voisiné auprès d’un opéra dont la façade se fût élevée sur la place du Palais-Royal. Les deux architectes proposèrent une nouvelle version de leur projet, cette fois sans ces deux constructions rectangulaires, pour prolonger la rue de Rivoli à l’Est.
Finalement, Napoléon Ier ne se résolut pas à réaliser l’ensemble du projet : « Je ne saurais me décider à partager en deux un espace dont le principal avantage doit être la grandeur. Tout ce qu’on pourra mettre entre le Louvre et les Tuileries ne vaudra jamais une belle cour. »
Deux ans plus tard, l’Empereur, répéta : « La subdivision que vous voulez faire détruit la grandeur ; il importe peu qu’un grand édifice n’ait pas une régularité complète. Les gens de l’art voient seuls ces défauts. Ce sont des niaiseries qui frappent le plus petit nombre […] Les monuments des siècles ont la couleur et la forme du temps. » Pour Yvan Christ, ce militaire, ci-devant homme de lettres, était parfois le meilleur des esthètes et des philosophes de l’art et d'ailleurs dans le projet qui fut réalisé par son neveu on ne construisit rien entre le pavillon central du Louvre et celui des Tuileries.
Sous Louis-Philippe, les deux architectes soumirent au roi un nouveau plan reprenant les idées développées sous le Premier Empire mais qu’ils amplifièrent encore : ils proposaient d’unir au Louvre et aux Tuileries le Palais-Royal, demeure héréditaire de la Maison d’Orléans ainsi que de construire sur le jardin privé, devant l’ancienne façade refaite par Le Vau, une façade nouvelle liée par un bâtiment central.
|  |  |  |

### Le projet de Ducamp de Bossy (1809)

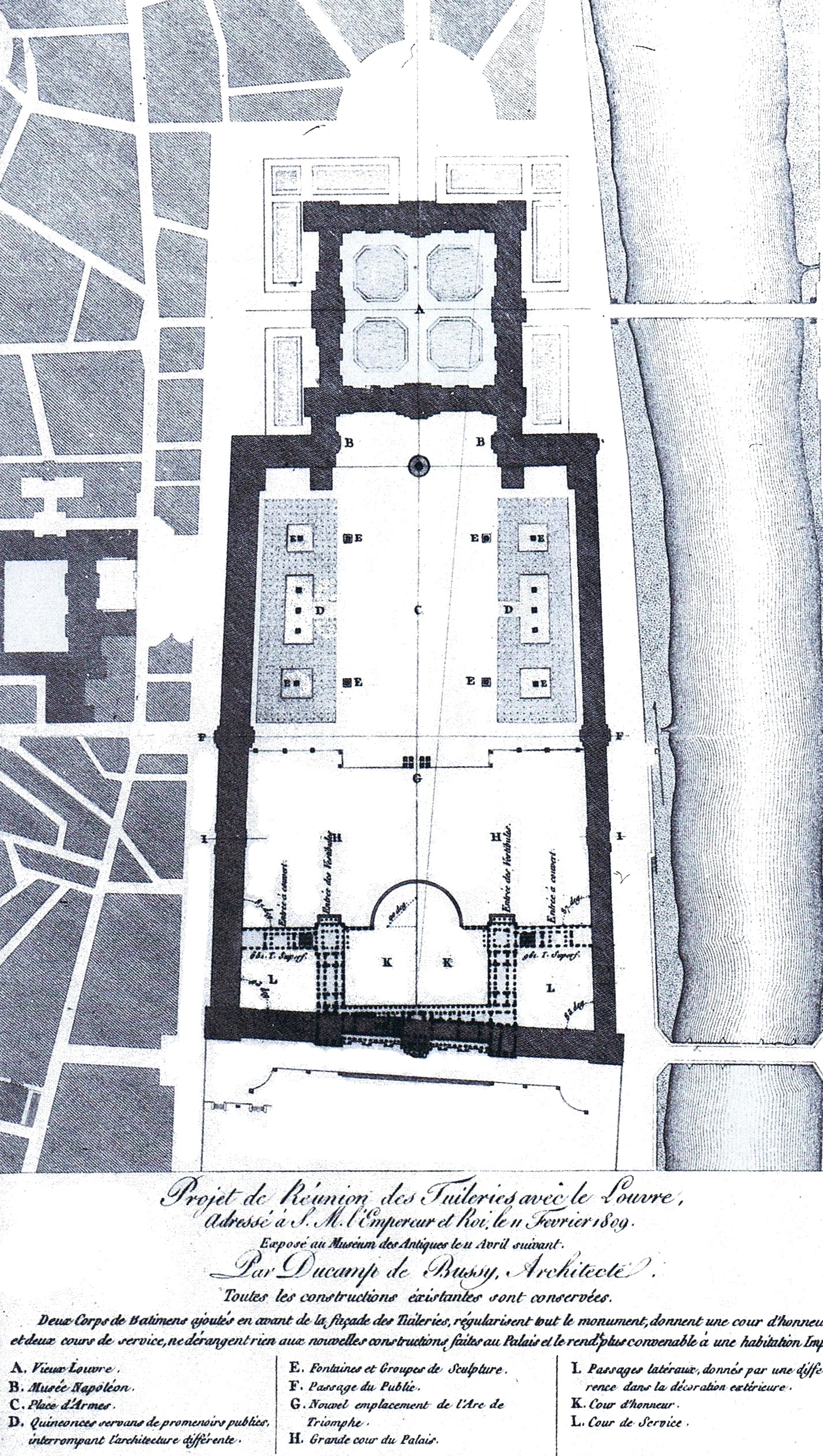
Le plan de Ducamp de Bussy.

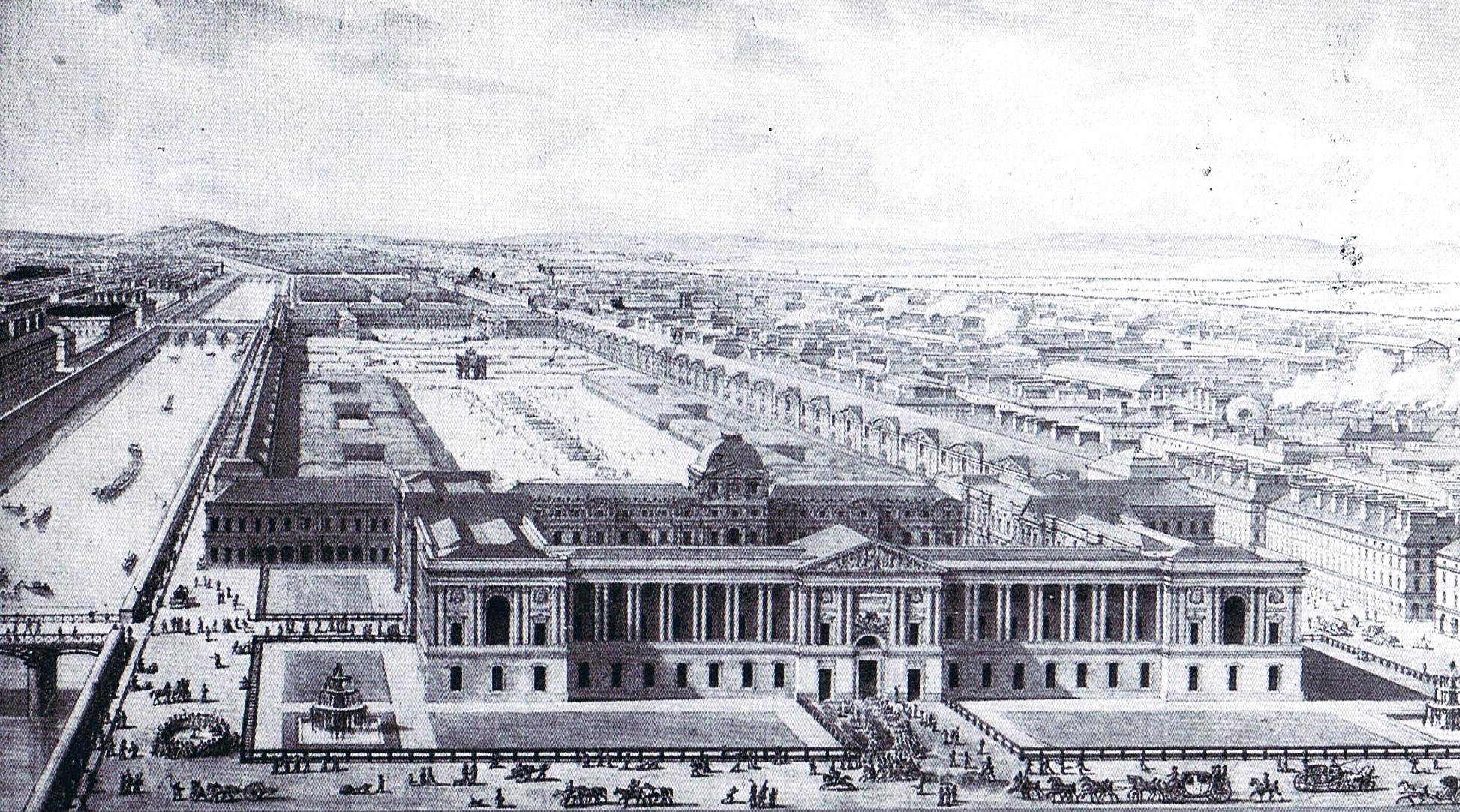
Vue de la réunion d'après Ducamp de Bossy.

Le 11 février 1809, Ducamp de Bossy adressa à l’empereur Napoléon Ier le plan d'un projet de réunion du Louvre et des Tuileries. Le parti pris par l'architecte était parfaitement symétrique. Il en précisa les grandes lignes : « Toutes les constructions existantes sont conservées. Les deux corps de bâtiment ajoutés en avant de la façade des Tuileries, régularisent tout le monument, donnant une cour d’honneur et deux cours de service. » 
Il s'agissait ainsi pour l'architecte de :

1. rendre parallèle au Louvre le côté des Tuileries lui faisant face ;

2. créer des promenoirs publics en installant des quinconces marquant le changement d’architecture sur le long des deux galeries ;

3. déplacer l’arc de triomphe du Carrousel vers l’est ;

4. exprimer nettement les passages latéraux aux nord et sud ;

5. ajouter des fontaines et des sculptures participant à l’architecture des jardins ;

6. créer un axe est-ouest à l’est de la colonnade du Vieux-Louvre.
Une aquarelle sur trait de plume  au musée Carnavalet, intitulée Perspective à vue d'oiseau de la réunion du Louvre et des Tuileries d'après le projet en relief exposé au Muséeum des Antiquités le 11 avril 1809, est en concordance avec le plan défini par l'architecte.

### Le projet de Brunet-Debaines (1835)
En 1835, l’architecte Charles-Louis-Fortuné Brunet-Debaines, célèbre pour avoir été cinq fois lauréat de concours publics, proposa un projet de réunion du Louvre et des Tuileries. Brunet de Baines visait la symétrie en construisant son projet autour de la ligne reliant le pavillon central du Louvre au pavillon central des Tuileries, sans tenir compte de leur différence d’axe.

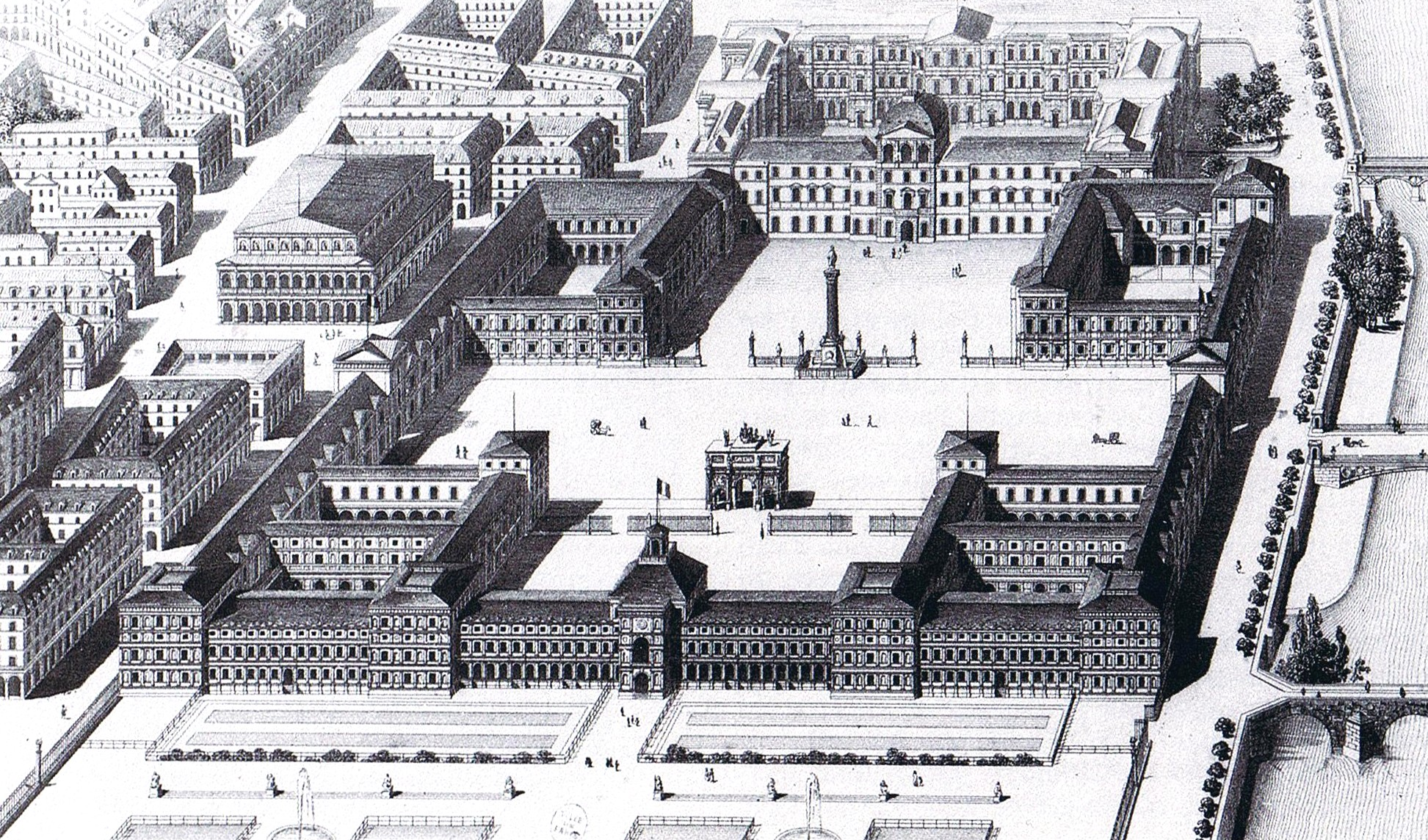
Vue de la réunion d'après Brunet-Debaines.

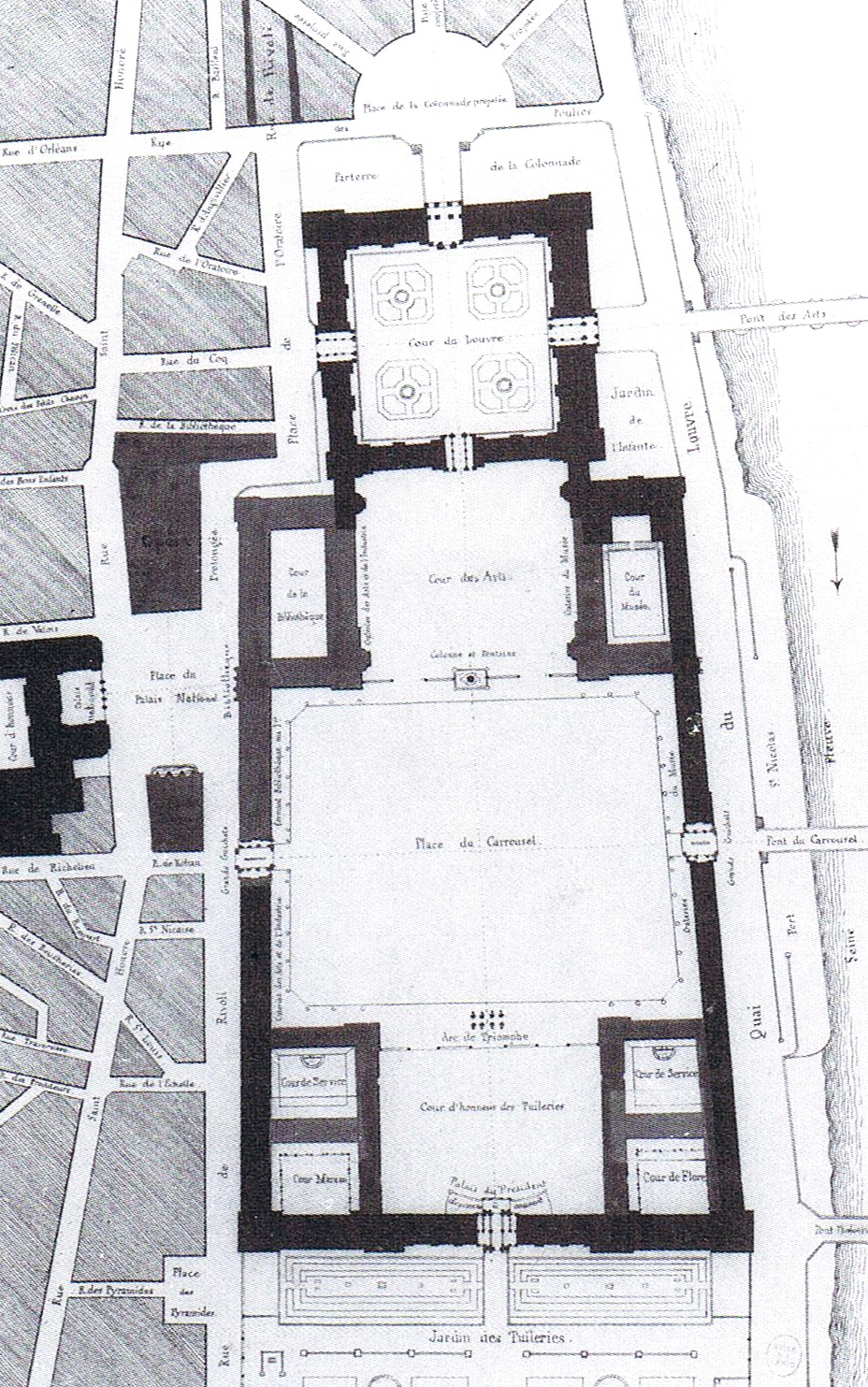
Le plan de Brunet-Debaines.

L’architecte affirmait : « Je crois devoir établir que l’immensité de la place qui sépare les Tuileries et le Louvre, est tellement un moyen de dissimuler leur défaut de parallélisme, que, si l’arc de triomphe, au lieu d’avoir pour axe une ligne perpendiculaire au palais du Tuileries, avait celui de la ligne passant par le milieu des deux palais, l’œil le plus exercé ne s’apercevrait pas de ce défaut que plusieurs architectes avant moi (entre autres Le Bernin) ont jugé sans importance. »
Brunet-Debaines prévoyait notamment de ;

1. multiplier les services et dépendances pour la maison du Roi par la construction de bâtiments de part et d'autre du pavillon central des Tuileries ;

2. créer symétriquement des bâtiments avec cours de part et d'autre du pavillon central du Louvre, bâtiments encadrant une cour des arts ;

3. rendre plus homogène la façade des Tuileries en la reconstruisant ;

4. laisser entre les deux palais une vaste place du Carrousel assez vaste ;

5. placer à l'entrée de la cour des arts une grille avec colonne et fontaine monumentales ;

6. placer à l'entrée de la cour d'honneur l'arc de triomphe du Carrousel mais en le mettant non dans l'axe des Tuileries mais sur la ligne joignant les pavillons centraux des deux palais ;

7. créer une nouvelle place semi-circulaire avec des rues projetées à l'est du Louvre, l’église Saint-Germain l’Auxerrois étant condamnée ;

8. prolonger la rue de Rivoli prolongée, un château d’eau et un opéra fermant la composition de la place du Palais-Royal.

### Le projet de Badenier (1844)
Alexandre-Louis Badenier (1793-1868) présenta lors de trois expositions annuelles en 1844, 1845 et 1846 ses études pour la réunion du Louvre et des Tuileries.
Selon l'architecte : « L’adoption de la forme circulaire, dont la décoration conviendrait si bien pour précéder les entrées du Louvre et des Tuileries est peut-être le seul moyen à l’aide duquel on peut résoudre la difficulté que présente, au premier aspect, la réunion des deux palais par l’irrégularité de leur correspondance d’axe et le manque de parallélisme. Ce parti atteint aussi le but de remettre en proportion la façade du Louvre avec celle des Tuileries, en donnant un plus grand développement à l’une, et en rétrécissant à l’œil, qui ne peut en saisir l’ensemble, l’immense développement de l’autre (…) Pour résumer enfin tout le projet, dans le langage mathématique, c’est un ovale inscrit dans le grand quadrilatère irrégulier auquel se rattache le plan du Louvre. »

Projet de Badenier
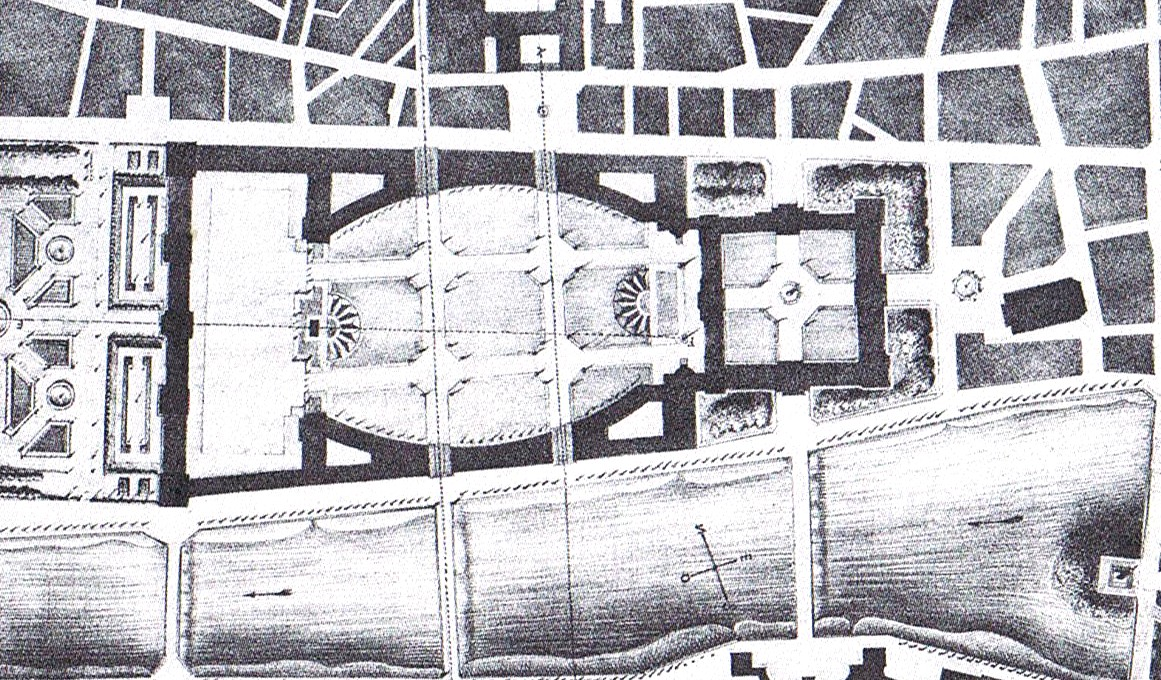
Plan du projet.
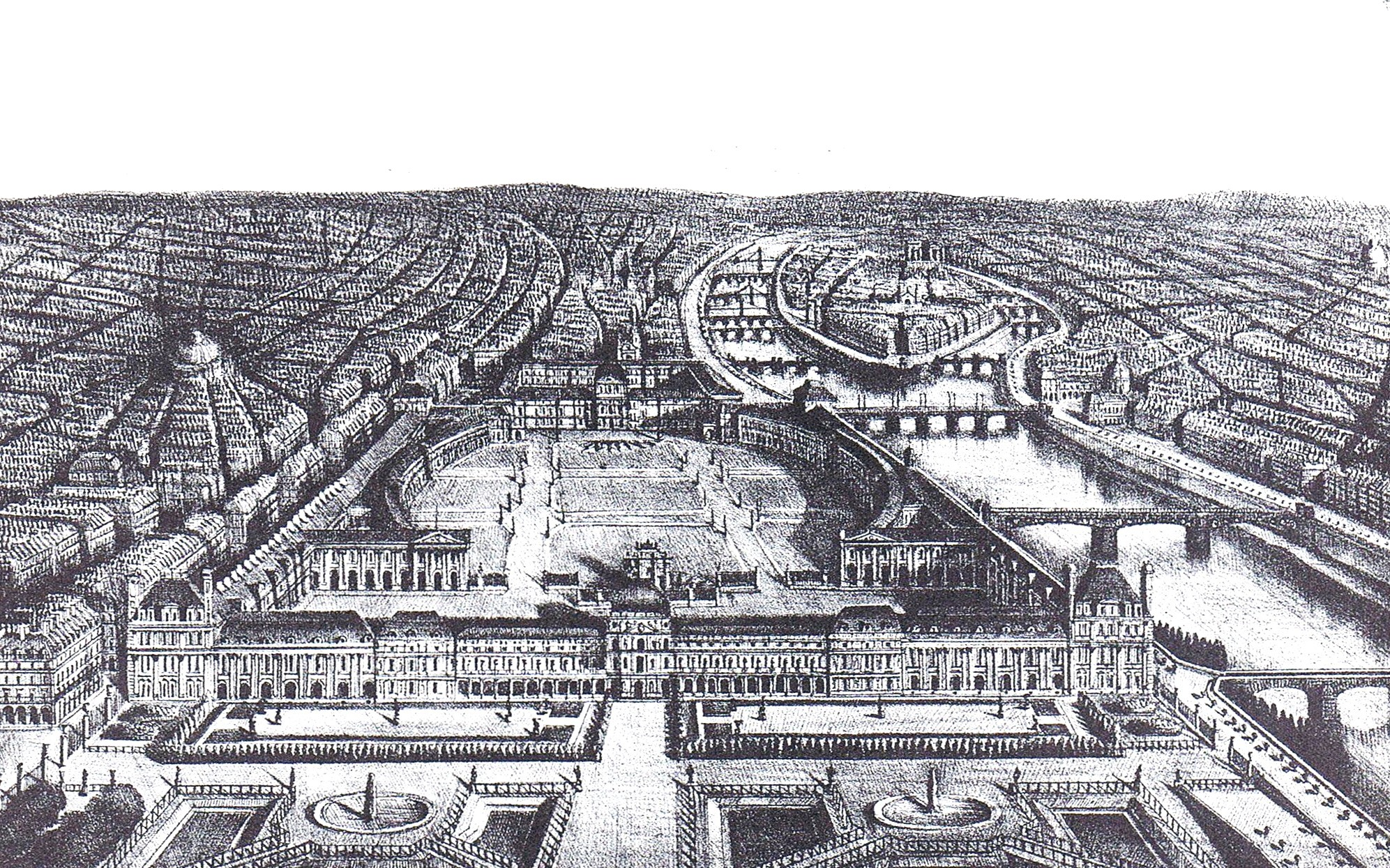
Vue vers l'Est (Tuileries au premier plan).
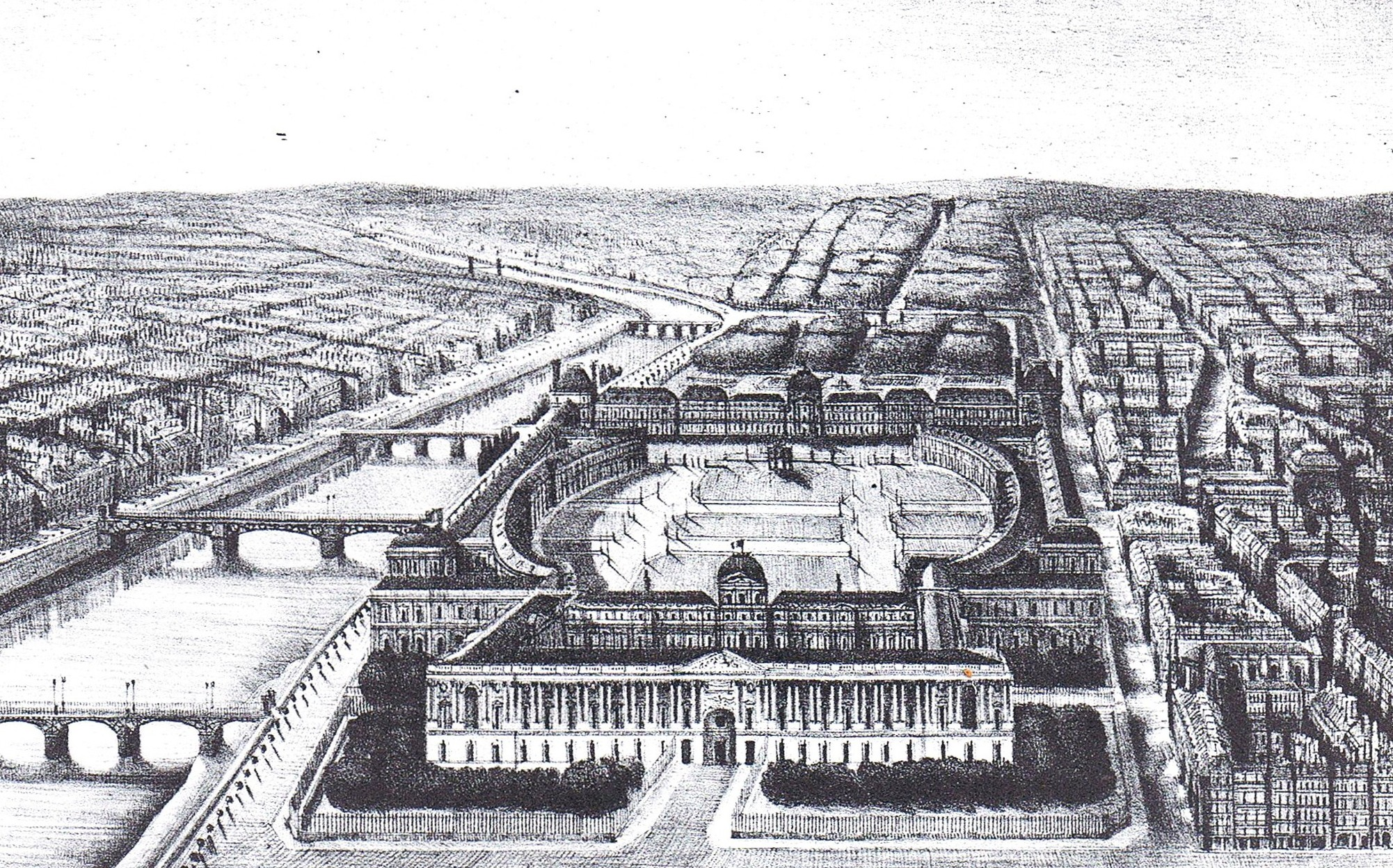
Vue vers l'Ouest (Louvre au premier plan).

## Le projet réalisé de Visconti

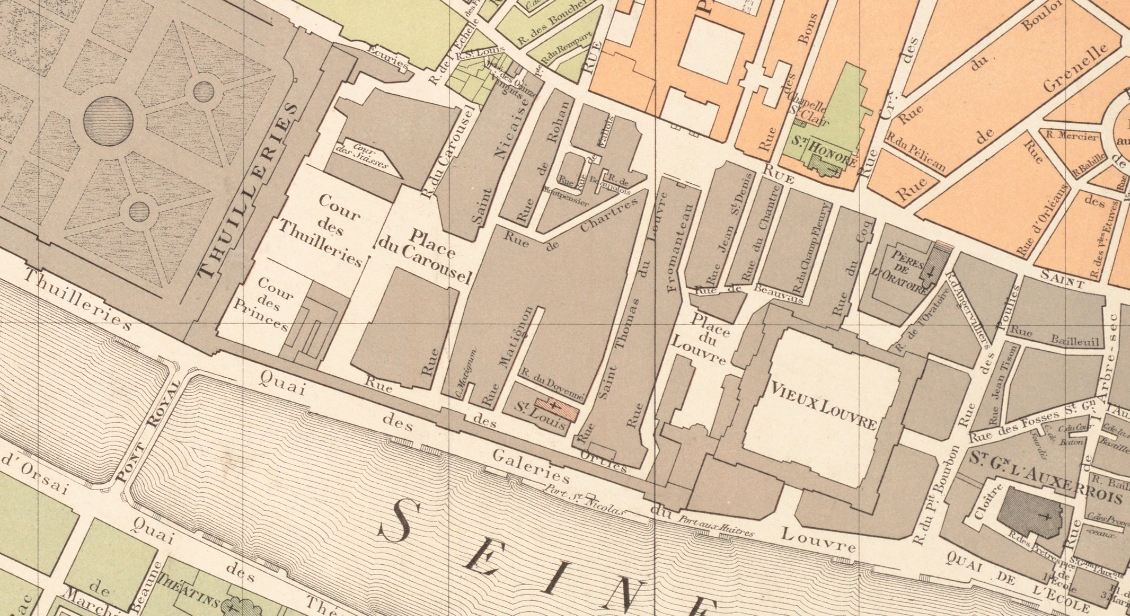
Le quartier du Louvre-Tuileries en 1786
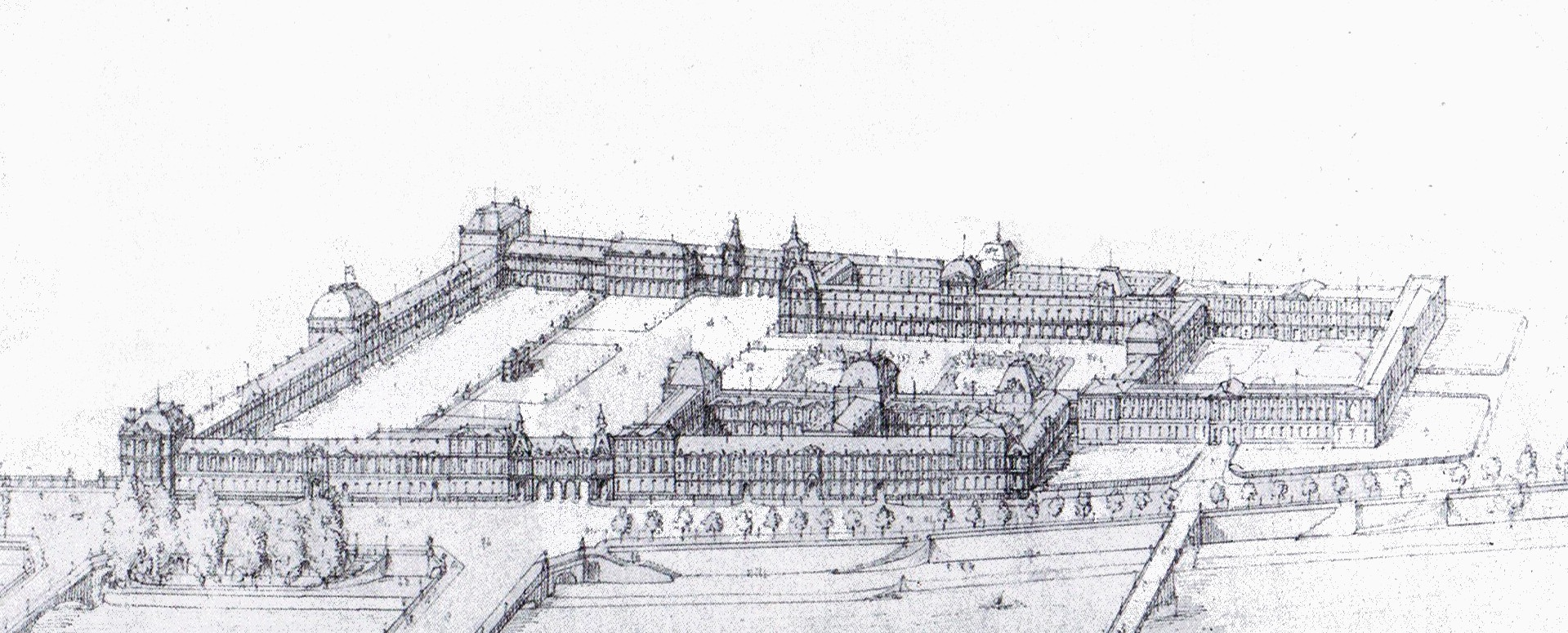
Le projet de Visconti et Lefuel, en grande partie réalisée, vers 1860.
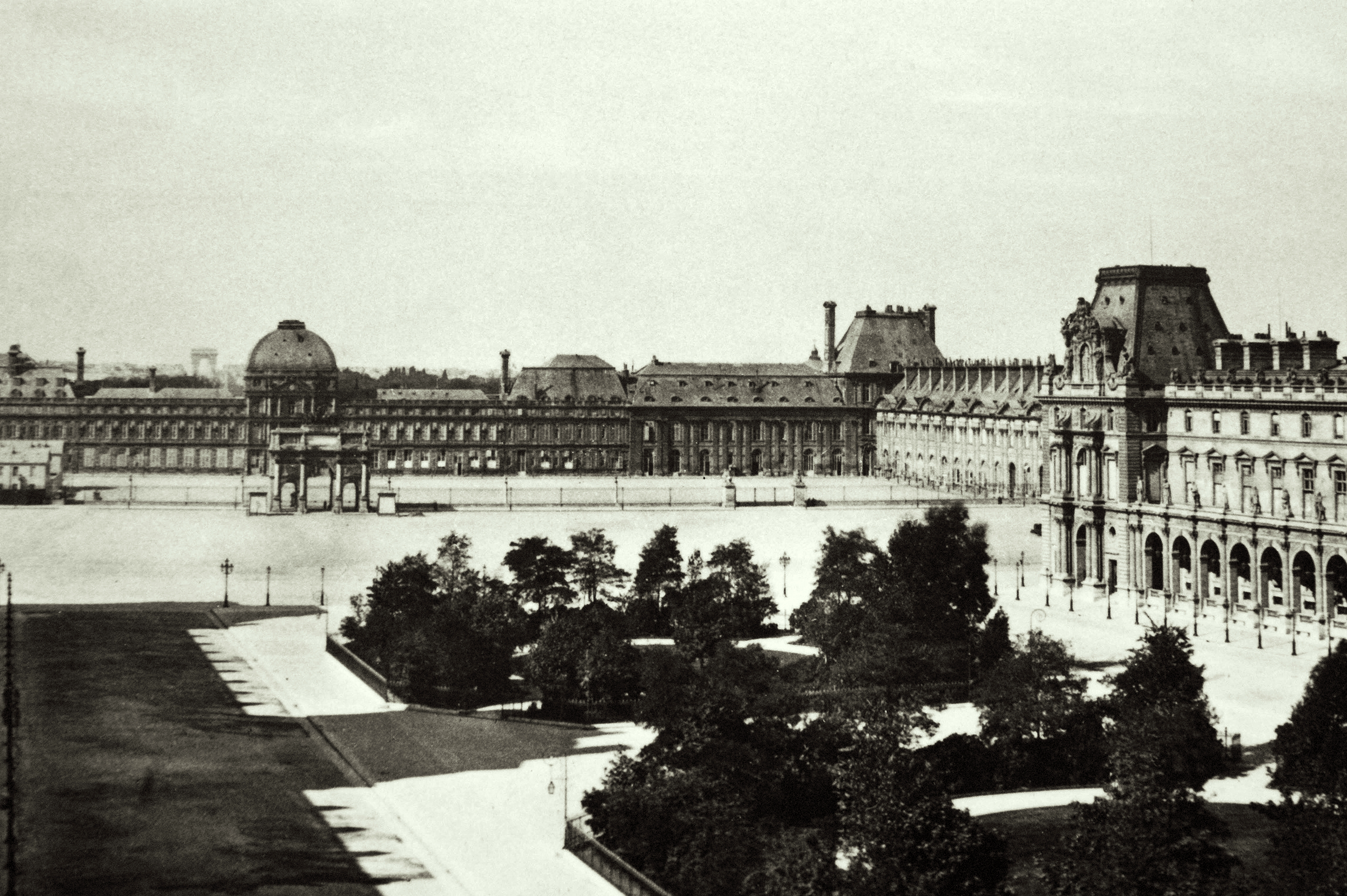
Le palais des Tuileries et l'arc de triomphe du Carrousel, vers 1865.

Dès 1848, l’achèvement du Louvre et la réunion des Tuileries au Louvre sont envisagés par le Gouvernement provisoire. Louis Visconti, architecte, est chargé d’établir un projet. Le 12 décembre 1848, l’Assemblée nationale vote des crédits nécessaires à la restauration du Louvre mais refuse toute adjonction de nouvelle construction.
L’arrivée au pouvoir de Napoléon III, après le coup d’État du 2 décembre 1851, remet au goût du jour le dessein de réunir les Tuileries au Louvre. Visconti est à nouveau sollicité. Dès février 1852, il propose un nouveau projet : au nord, du côté de la rue de Rivoli, les bâtiments abriteront une caserne, le Ministère d’État et la bibliothèque du Louvre ; au sud, le long de la Seine, les bâtiments abriteront la salle des États, les Écuries et annexes (dont les appartements du 1er écuyer), un manège sous la salle des États et des galeries pour les collections de peinture et de sculpture du musée.
Très vite les abords du Louvre et des Tuileries sont dégagés et les travaux peuvent commencer avec près de 3 000 ouvriers pour le gros œuvre. La première pierre du nouveau Louvre est posée le 25 juillet 1852. La mort subite de Visconti en décembre 1853 n’interrompt pas le chantier. Les travaux sont alors confiés à Hector Lefuel, qui sera nommé officiellement architecte en chef des travaux de la Réunion des Tuileries au Louvre en janvier 1855. Le gros œuvre est achevé et inauguré officiellement le 14 août 1857. Les travaux de décoration extérieure et d’aménagement intérieur s’étendent, pour leurs parts, de 1854 à 1862. Ils sont confiés à des artistes des plus renommés.
Ces travaux, ainsi que le prolongement de la rue de Rivoli concomitant, font disparaître plusieurs voies :
- rue du Carrousel ;
- rue de Chartres-Saint-Honoré ;
- rue Saint-Nicaise ;
- rue des Orties-du-Louvre ;
- cour Matignon ;
- rue Matignon ;
- rue du Doyenné (y compris l'église Saint-Louis-du-Louvre) ;
- rue Saint-Thomas-du-Louvre (y compris les vestiges de l'église Saint-Thomas-du-Louvre) ;
- rue du Musée (ancienne rue Fromenteau ou Froidmanteau) ;
- place du Musée ;
- rue de Beaujolais-Saint-Honoré ;
- rue de Montpensier-Saint-Honoré ;
- passage des Quinze-Vingts ;
- la majeure partie de la rue de Rohan ;
- rue de Valois-Saint-Honoré ;
- place de l'Oratoire ;
- rue Pierre-Lescot (ancienne rue Jean-Saint-Denis)
- rue du Chantre ;
- rue de la Bibliothèque (ancienne rue du Champ-Fleury).

Si certains des décors intérieurs ont disparu dans l’incendie de 1871, comme ceux de la nouvelle bibliothèque du Louvre, d’autres, somptueux, comme ceux du Ministère d’État (connu actuellement sous le nom d’appartements Napoléon III) nous sont parvenus. Le décor extérieur est, quant à lui, tout à la gloire du Second Empire. Parmi une profusion de figures allégoriques (la Paix, la Victoire, la Force, l’Ordre, l’Abondance, etc.), nombre de statues d’hommes illustres (écrivains, artistes, philosophes, savants, hommes politiques, etc.) sont érigées sur les façades notamment autour de la cour Napoléon. Les arts, les sciences, les métiers et les techniques nouvelles sont aussi représentés. Napoléon III, lui-même, est figuré, par Pierre-Charles Simart, au centre du fronton du pavillon Denon.
Ainsi, Napoléon III achève le Grand Dessein voulu par Henri IV et poursuivi par Napoléon Ier. Pour la première fois, le palais des Tuileries et le palais du Louvre formaient donc un seul et même ensemble, le plus vaste et l'un des plus majestueux d'Europe.

## Le projet de reconstitution de la réunion du Louvre et des Tuileries

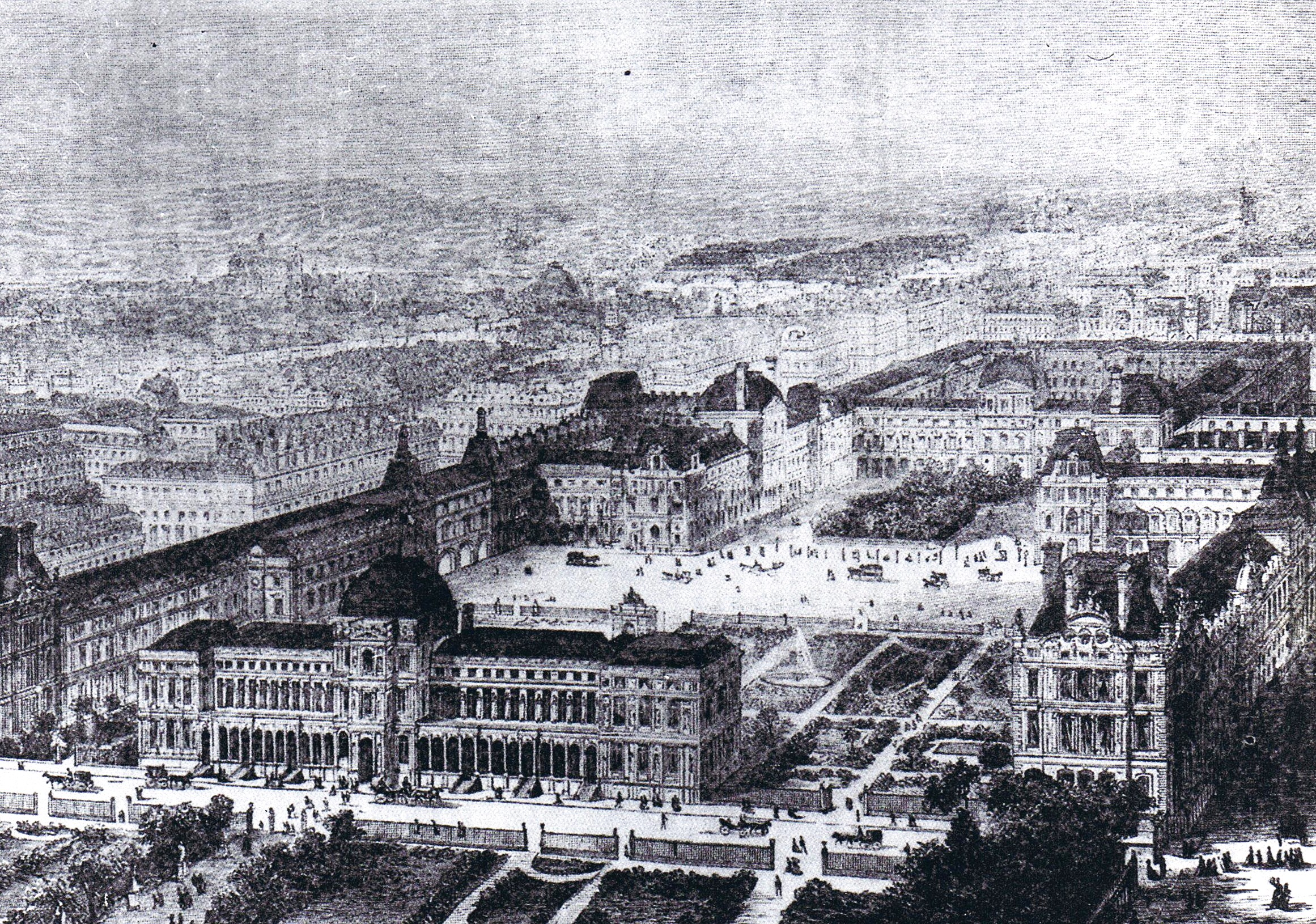
Projet soutenu par le gouvernement en 1878.

Depuis la destruction du Palais des Tuileries, l'idée d'une reconstitution de l'ensemble palatial Louvre et Tuileries a été plusieurs fois mise en avant. En particulier, sous la Troisième République, puis sous la Cinquième, plusieurs gouvernements envisagèrent la reconstruction du palais.
- En 1878, Charles de Freycinet, ministre des travaux publics, déposa à la Chambre des députés un projet de loi relatif à la reconstruction du pavillon central des Tuileries, à l'affectation de ce bâtiment à un musée de l'art moderne et à l'établissement d'un jardin dans la cour du Carrousel[12].
- En 1882, Jules Ferry, ministre de l'Instruction publique et des Beaux-Arts, soutint la reconstruction du palais et avait confié à Charles Garnier la mission de réfléchir à ce projet[13].
- En 1958, alors qu'il était de retour au pouvoir et souhaitait quitter le palais de l'Élysée, le général de Gaulle envisagea de procéder à la reconstruction du Palais et d'en faire la résidence du président de la République ; il chargea ainsi l'architecte Henry Bernard de réfléchir à ce projet[14],[15].

Au printemps 1979, la Princeton University School of Architecture and Urban Planning donna à ses élèves du deuxième cycle en architecture comme thème de concours la construction d'un musée imaginaire en lieu et place de l'ancien palais des Tuileries. Il s'agissait de reconstituer l'ensemble Louvre et Tuileries.
Depuis 2002, un Comité national pour la reconstruction des Tuileries milite pour la reconstruction à l'identique du palais des Tuileries, avec des fonds collectés auprès d'entreprises privées.